# Anthrenoides paranaensis
Anthrenoides paranaensis är en biart som beskrevs av Urban 2005. Anthrenoides paranaensis ingår i släktet Anthrenoides och familjen grävbin. Inga underarter finns listade i Catalogue of Life.